# حزب دولت‌سازی تایوان
حزب دولت سازی تایوان از مهم‌ترین احزاب سیاسی در تایوان است. این حزب یکی از متحدان نزدیک حزب پیشروی دموکرات محسوب می‌شود. در انتخابات قانونگذاری سال ۲۰۲۰ در تایوان، حزب یک کرسی به دست آورد، چن پو-وی اولین عضو قانونگذاری یوان شد.